# Serial Attached SCSI

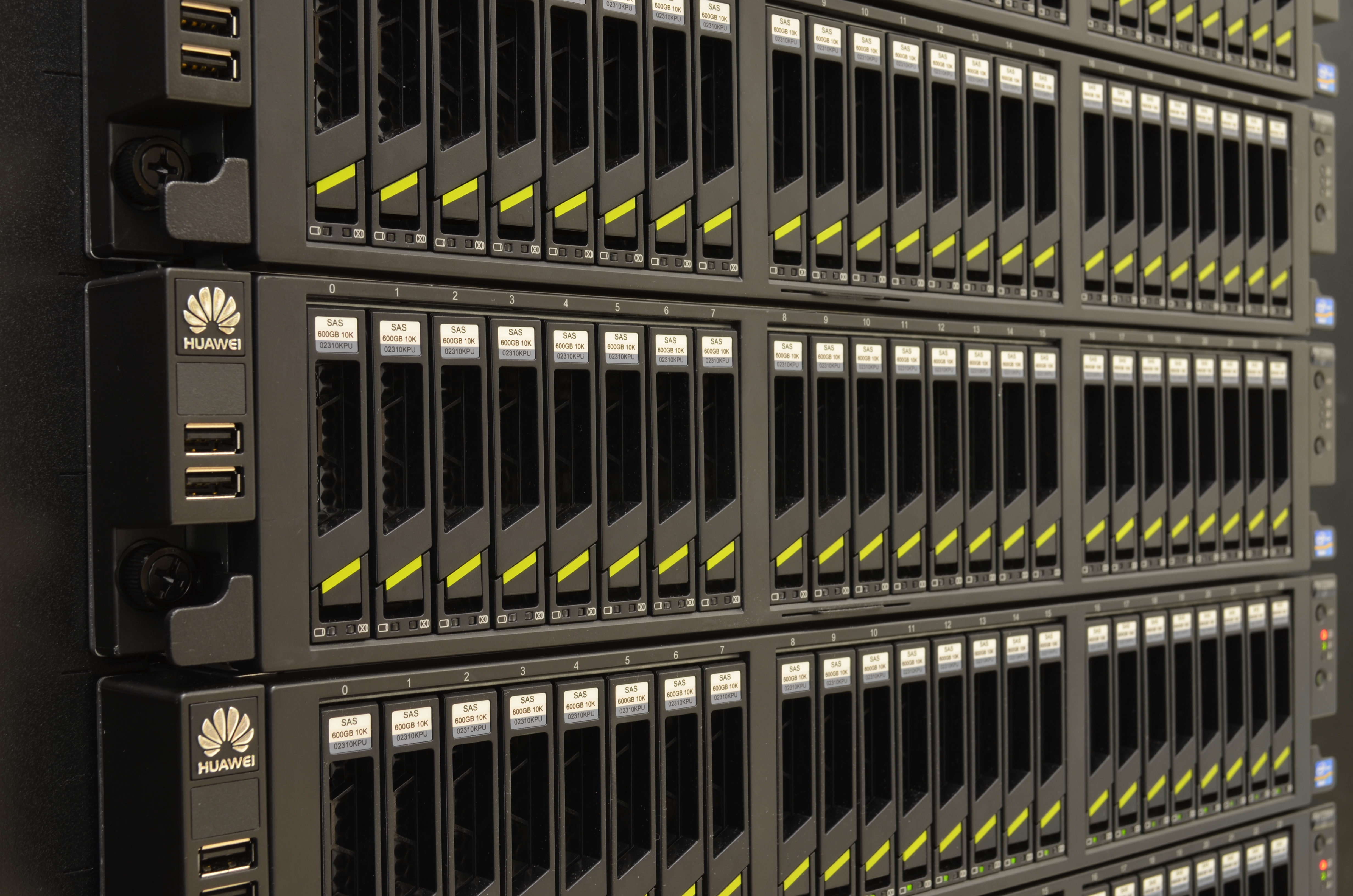
Rack cu servere de stocare având 24 de unități hard disk SAS pe fiecare server

Serial Attached SCSI (SAS) reprezintă versiunea serială a interfeței paralele SCSI. Standardul SAS se bazează pe caracteristicile electrice și fizice ale interfeței Serial ATA. Interfața SAS este o arhitectură ce utilizează un protocol punct-la-punct (cu fiecare echipament conectat direct la un port SCSI) și setul standard de comenzi SCSI. Prin utilizarea unei conexiuni punct-la-punct, lățimea de bandă nu este partajată de mai multe echipamente, ca în cazul interfeței SCSI paralele, sunt posibile transferuri cu viteze mai ridicate,  siguranța datelor și posibilitatea de localizare a defectelor sunt îmbunătățite 
Interfața serială SAS oferă compatibilitate începând cu SATA-2. SAS este folosită în principal în sistemele server care procesează un număr mare de cereri (servere terminale, găzduire web, sisteme de gestionare a bazelor de date (SGBD), sisteme distribuite, deoarece pot oferi fiabilitate ridicată a stocării datelor.
Serial SCSI poate fi utilizat și în stații de lucru convenționale și PC-uri desktop, dar este necesar un adaptor gazdă adecvat.

## Versiuni
Standardele SAS sunt elaborate de comitetul tehnic T10 al INCITS (International Committee for Information Technology Standards), iar SCSI Trade Association (SCSITA) promovează tehnologia.
- SAS-1: prima versiune a standardului interfeței SAS a fost publicată în anul 2003, iar o versiune îmbunătățită ( SAS-1.1) a fost publicată în anul 2005. Ambele versiuni specifică o interfață serială cu o viteză maximă de 3 Gbit/s.[2]

- SAS-2: a fost publicată de comitetul INCITS în anul 2009, definește generația a doua a interfeței SAS. Această versiune a standardului introduce o legătură serială cu o viteză maximă de 6 Gbit/s, un nivel fizic care este compatibil cu interfața SATA, și protocoale pentru transferul comenzilor SCSI la echipamentele SAS și a comenzilor ATA la echipamentele SATA . [3] Versiunea SAS-2.1 a standardului, care a fost aprobată în anul 2010, definește un număr de îmbunătățiri ale standardului SAS-2 , printre care conectori suplimentari și facilități de gestiune a energiei consumate. [4]

- SAS-3: a fost publicată în anul 2013, definește generația a treia a interfeței SAS , cu o viteză maximă de 12 Gbit/s. [5]

- SAS-4: a fost transmisă pentru aprobare comitetului tehnic T10 în anul 2017, crește viteza maximă a interfeței la 24 Gbiți/s[6]

- SAS-5: 45 Gbit/s, versiune în dezvoltare.[7][8]

## Caracteristici

### Interfața SAS
Un sistem tipic de interfață SAS constă din următoarele componente:
- Inițiator: dispozitiv care generează cereri de servicii pentru dispozitivele țintă și primește confirmări pe măsură ce cererile sunt îndeplinite.

- Dispozitiv țintă: conține blocuri logice și porturi țintă care primesc cereri de servicii și le execută; după finalizarea procesării cererii, confirmarea cererii este trimisă inițiatorului cererii. Dispozitivul țintă poate fi fie un hard disk separat, fie o întreagă matrice de discuri.

- Subsistem de livrare a datelor: face parte din sistemul I/O care transferă date între inițiatori și dispozitive țintă. De obicei, subsistemul de livrare a datelor constă din cabluri care conectează inițiatorul și dispozitivul țintă. În plus, pe lângă cabluri, subsistemul de furnizare a datelor poate include extensoare SAS.

- Expanderi: dispozitive care fac parte din subsistemul de livrare a datelor și pot facilita transferul de date între dispozitivele SAS, permițând conectarea mai multor dispozitive țintă SAS la un singur port inițiator. Conexiunea de expansiune este complet transparentă pentru dispozitivele țintă.

### Arhitectura SAS

Arhitectura straturilor SAS

Arhitectura SAS descrie o interconectare de dispozitive seriale și protocol de transport care definește reguli pentru schimbul de informații între dispozitive. Arhitectura SAS constă din șase straturi:
- Stratul fizic:
  - definește caracteristicile electrice și fizice
  - transmisie de semnalizare diferențială
  - Tipuri multiple de conectori:
    - SFF-8482 (compatibil SATA)
    - Conectori interni cu patru benzi: SFF-8484, SFF-8087, SFF-8643
    - Conectori externi cu patru benzi: SFF-8470, SFF-8088, SFF-8644

- Stratul PHY:
  - Codificare date 8b/10b (3, 6 și 12 Gbit/s)
  - Codificare pachet SPL 128b/150b (22,5 Gbit/s) (antet 2 biți, încărcare utilă 128 biți, cod corector de erori Reed-Solomon de 20 biți )
  - Inițializarea legăturilor, negocierea rapidă și secvențele de resetare
  - Negocierea capacităților de legătură (începând cu SAS-2)

- Stratul de legătură:
  - Inserarea și ștergerea primitivelor pentru potrivirea disparității vitezei ceasului
  - Codificare primitivă
  - Gestionarea datelor pentru reducerea IRF
  - Stabilirea și eliminarea conexiunilor native între țintele SAS și inițiatori
  - Stabilirea și eliminarea conexiunilor tunelate între inițiatorii SAS și țintele SATA conectate la expansoarele SAS
  - Managementul energiei (propus pentru SAS-2.1)

- Stratul de port:
  - Schimbul de pachete de date cu stratul de legătură în ordinea stabilirii conexiunilor
  - Alegerea stratului fizic prin care pachetele vor fi transmise simultan către mai multe dispozitive.
  - Combinarea de PHY-uri multiple cu aceleași adrese în porturi largi

- Stratul de transport, conține trei protocoale de transport:
  - Serial SCSI Protocol (SSP): pentru comunicarea la nivel de comandă cu dispozitive SCSI
  - Serial ATA Tunneled Protocol (STP): pentru comunicarea la nivel de comandă cu dispozitive SATA
  - Serial Management Protocol (SMP): pentru gestionarea structurii SAS

- Stratul de aplicații
  - creează sarcini specifice pentru stratul de transport [9]

### Topologie
Legăturile fizice SAS sunt un set de patru fire utilizate ca două perechi de semnal diferențial. Un semnal diferențial transmite într-o direcție, iar celălalt semnal diferențial transmite în direcția opusă. Datele pot fi transmise în ambele direcții simultan. Legăturile fizice sunt incluse în porturi SAS, care conțin una sau mai multe legături fizice. Dacă există mai mult de o legătură fizică în port, portul este un port larg. Dacă există doar o legătură fizică în port, este un port îngust. Un port este identificat de un nume internațional SAS unic (numit și adresă SAS).
- Adaptor SAS: conține unul sau mai multe porturi SAS.
- Calea SAS: este o legătură logică punct-la-punct între un port SAS inițiator de pe adaptor și un port SAS țintă de pe dispozitivul I/E (de exemplu, un disc).
- Conexiune SAS: este o asociere temporară între un adaptor și un dispozitiv I/E, printr-o cale. O conexiune permite comunicația cu un dispozitiv. Adaptorul poate comunica cu dispozitivul I/E prin această conexiune utilizând setul de comenzi SCSI sau ATA (Advanced Technology Attachment) și setul de comenzi ATAPI (Advanced Technology Attachment Packet Interface), în funcție de tipul de dispozitiv.
- Expander SAS: permite conexiuni între un port de adaptor și mai multe porturi de dispozitive I/E, prin rutarea conexiunilor între porturile de expander. Poate exista o singură conexiune printr-un expander la un moment dat. Utilizarea dispozitivelor expander creează mai multe noduri în calea de la adaptor la dispozitivul I/E. Dacă un dispozitiv I/E suportă mai multe porturi, poate exista mai mult de o cale la dispozitiv când dispozitivele expander sunt incluse în cale.
- Rețea SAS: se referă la suma tuturor căilor între toate porturile adaptoarelor SAS și toate porturile dispozitivelor I/E din subsistemul SAS, inclusiv cabluri, incinte și dispozitive expander.[10]

### Cabluri și conectori

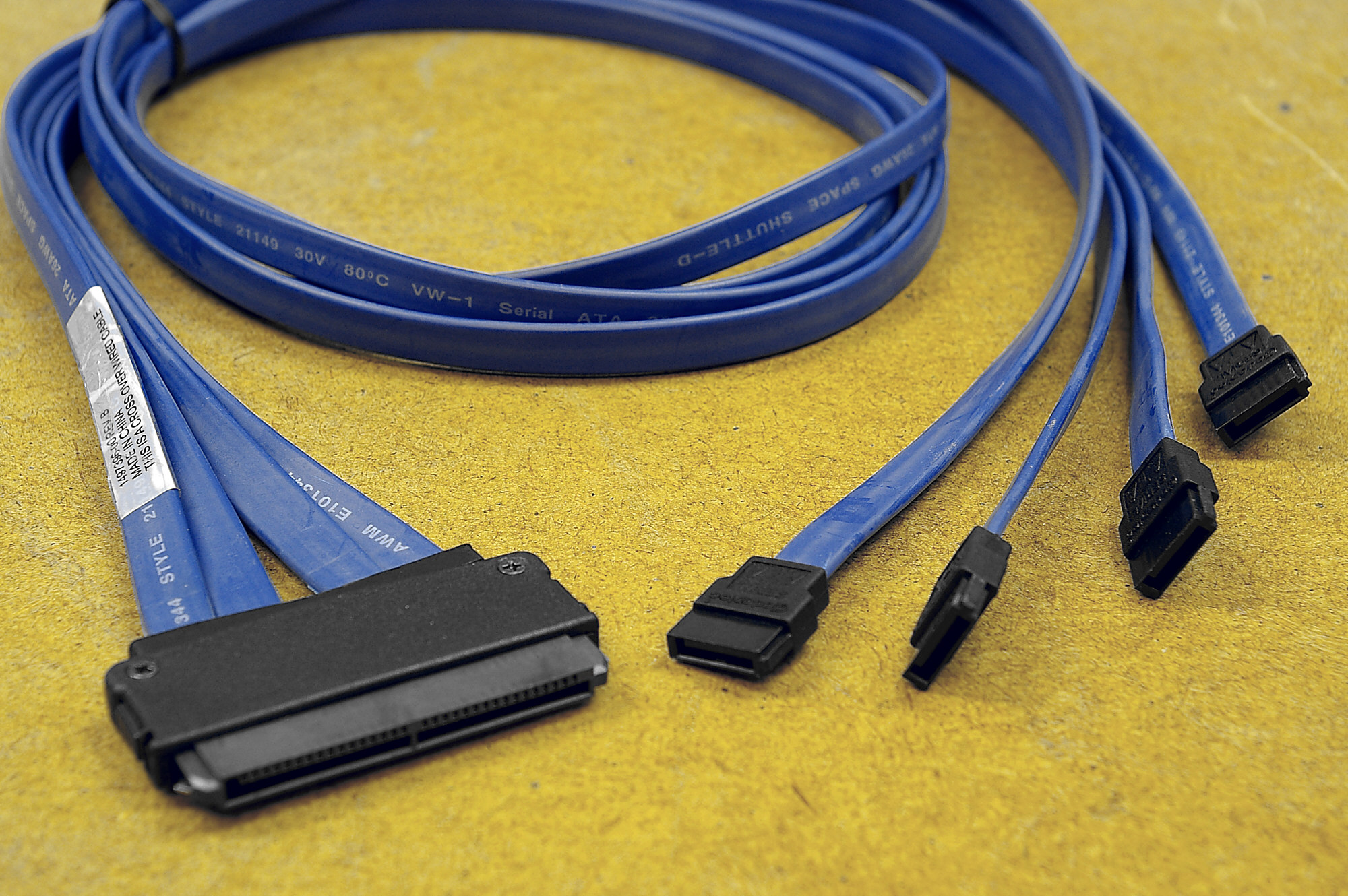
Cablu SFF-8484

SAS acceptă până la 128 de unități de tipuri diferite și dimensiuni, conectate prin cabluri mai subțiri și mai lungi față de SCSI. 
Cablurile SAS sunt mai compacte decât cablurile ATA și SCSI, rezultând în mai puțină confuzie și un flux de aer mai bun în jurul componentelor din interiorul calculatorului. Lungimea tipică a cablurilor de interfață SAS pentru aplicații precum stațiile de lucru nu depășește 1 m, lungimea maximă poate fi de până la 8 m. Distanța dintre dispozitivele SAS poate fi crescută semnificativ cu ajutorul expansoarelor SAS.
Conectorii SAS sunt mai mici decât conectorii SCSI, dar asemănători arhitectural cu conectorii de 68 pini ai unităților cu interfață SCSI paralelă, acceptă conectarea la cald și au un contact firm. Există mai multe variante pentru conectorii SAS:
| Imagine | Nume de cod | Ext/int | Nr. de pini | Dispozitive | Descriere                                  |
| ------- | ----------- | ------- | ----------- | ----------- | ------------------------------------------ |
|         | SFF 8086    | intern  | 26          | 4           |                                            |
|         | SFF 8087    | intern  | 36          | 4           | conector Molex iPASS redus, 10 Gbit/s      |
|         | SFF 8088    | extern  | 26          | 4           | conector Molex iPASS redus, 12 Gbit/s      |
|         | SFF 8470    | extern  | 32          | 4           | conector cu ambalare strânsă a contactelor |
|         | SFF 8482    | intern  | 29          | 1           | compatibil SATA                            |
|         | SFF 8484    | intern  | 32 (19)     | 4 (2)       | conector cu ambalare strânsă a contactelor |
|         | SFF-8639    | intern  | 68          | 1           | conector SAS 12 Gbit/s backplane           |
|         | SFF 8643    | intern  | 36          | 4 (8)       | Mini-SAS HD, 12 Gbit/s                     |
|         | SFF 8644    | extern  |             | 4 (8)       | Mini-SAS HD, 12 Gbit/s                     |

## Comparație între SAS și SCSI paralel
- SAS are capacitatea de a conecta simultan unități SAS la două porturi diferite, fiecare reprezentând un domeniu SAS diferit

- SAS folosește un protocol serial pentru a transfera date între mai multe dispozitive și, astfel, folosește mai puține linii de semnal

- SAS utilizează conexiuni ,,punct-la-punct’’ (fiecare dispozitiv este conectat la controler printr-un canal dedicat)

- Spre deosebire de interfața SCSI paralelă, nu este necesară setarea manuală a adreselor într-un sistem SCSI serial, deoarece toate configurările se execută în mod automat

- Interfața SAS nu necesită instalarea unor terminatoare ca în cazul interfeței SCSI paralele
- SAS acceptă un număr mare de dispozitive (65.535 prin utilizarea de expanderi)

- SAS oferă o lățime de bandă mai mare (3, 6, 12 Gbit/s), care poate fi furnizată pe fiecare conexiune dispozitiv inițiator-țintă
- SAS nu are decalaj al ceasului (timpul de propagare a semnalului pe diferitele linii poate fi diferit)

- Controlerele SAS pot sprijini conectarea dispozitivelor cu interfața SATA, cu o conexiune directă, (utilizând protocolul SATA), sau cu o conexiune prin expandere SAS (utilizând tunelare prin protocolul STP - SATA Tunneled Protocol)

- Agregarea celor patru straturi SAS înseamnă că programele și driverele utilizate pentru a lucra cu porturile SCSI paralele, pot fi utilizate pentru a deservi porturile SAS doar cu modificări minore

## Comparație între SAS și SATA

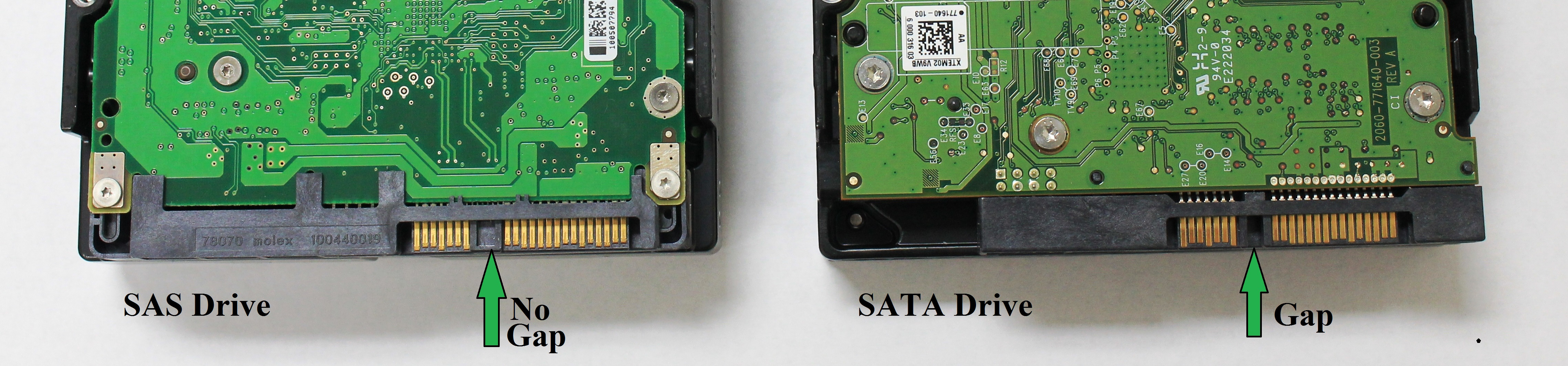
Diferențele dintre conectorii de hard disk SAS și SATA

- SAS beneficiază de toleranța la erori a sistemului având două porturi duplex care permit conectarea unui dispozitiv prin două canale. Astfel schimbul de informații va fi realizat simultan în ambele direcții, iar fiabilitatea este asigurată de tehnologia Multipath I/O (două controlere se asigură reciproc și împart sarcina). Coada comenzilor marcate este construită până la 256. Majoritatea unităților SATA au un port semi-duplex, iar adâncimea cozii utilizând tehnologia NCQ nu depășește 32

- Interfața SAS presupune utilizarea cablurilor de până la 10 m lungime. Până la 255 dispozitive pot fi conectate la un singur port prin dispozitive de expansiune. SATA este limitat la 1m (2m pentru eSATA) și acceptă doar o conexiune punct-la-punct

- SAS acceptă o gamă mai largă de dispozitive, inclusiv hard disk-uri, scanere și imprimante. SATA utilizează setul de comenzi ATA și acceptă hard disk-uri și unități optice

- Dispozitivele SAS sunt identificate prin identificatorii lor WWN (World Wide Name). Dispozitivele SATA sunt identificate prin numărul de port al controlerului de interfață SATA

- Spre deosebire de protocolul SATA, protocolul SAS permite existența mai multor inițiatori într-un domeniu SAS

- Interfața SATA utilizează nivele mai reduse de tensiune (0,4 – 0,6 V) decât interfața SAS (0,8 – 1,6 V). Din cauza tensiunilor mai ridicate utilizate de interfața SAS, se pot utiliza cabluri mai lungi (până la 8m), comparativ cu interfața SATA la care lungimea maximă a cablului poate fi de 1m.

- Dispozitivele SAS acceptă cozile de comandă etichetate, în timp ce dispozitivele SATA -1 nu au acceptat cozile de comandă. Dispozitivele SATA-2 acceptă Native Command Queuing (NCQ) și folosește duplicatoare de porturi pentru a obține o capacitate similară

- Hardware-ul SAS comunică cu dispozitivele țintă pe mai multe linii independente, ceea ce crește toleranța la erori a sistemului (interfața SATA nu are o astfel de oportunitate)

- Conectorul unei unități SAS are un al doilea set de pini în partea de jos. Acești pini suplimentari sunt prevăzuți pentru al doilea port al unității. Unitățile SATA, care sunt cu un singur port, nu au acești pini.

- Interfața SAS, datorită fiabilității sale, poate fi utilizată în servere hig-end. Detectarea erorilor și tratarea erorilor sunt mult mai bine definite în SAS. SATA este utilizat în principal în aplicații non critice, cum ar fi calculatoarele desktop

- Unitățile de discuri SAS au performanțe superioare comparativ cu unitățile de discuri SATA (10.000 și 15.000 RPM, față de 5.400 și 7.200 RPM). Unitățile SAS sunt cu port dual, iar aceasta le permite să comunice cu două adaptoare ale calculatorului gazdă sau controlere simultan, ceea ce îmbunătățește disponibilitatea datelor. De asemenea, unitățile SAS sunt mult mai fiabile decât unitățile SATA și sunt proiectate pentru o utilizare mult mai intensă.

- Unitățile SATA sunt mai puțin costisitoare decât unitățile SAS și acestea au, de obicei, capacitatea mai ridicată decât cea a unităților SAS.[12]